# 蔓延香草
蔓延香草（学名：Lysimachia trichopoda）是报春花科珍珠菜属的植物，为中国的特有植物。分布于中国大陆的云南、湖北、四川、贵州等地，生长于海拔1,200米至1,800米的地区，见于湿润疏林下，目前尚未由人工引种栽培。

## 别名
毛梗排草（拉汉种子植物名称）

## 异名
- Lysimachia sarmentosa C. Y. Wu
- Lysimachia trichopoda Franch. var. sarmentosa (C. Y. Wu) Chen et C. M. Hu